# Tendrivska prevlaka
Tendrivska prevlaka (ukr. Тендрівська Коса) je pješčani sprud u Crnom moru. Administrativno, dio je Hersonske oblasti u Ukrajini.
Otok odvaja Tendrivski zaljev od Crnog mora i nalazi se južno i zapadno od zaljeva. Prevlaka na zapadu ima sprud Bili Kuchuhury koji, protežući se na istok kroz Tendrivski zaljev kao sprud, doseže poluotok Jahorlik Kut. Na sprudu Bili Kučuhuri je svjetionik Bili Kučuhuri.
Na otoku je i svjetionik Tendra.

## Povijest
Bitka kod Tendre odigrala se u blizini ovog spruda 8. i 9. rujna 1790. godine.
Pobuna ljudi na ruskom bojnom brodu Potemkin dogodila se kod Tendrivske prevlake u lipnju 1905.

## Vanjske poveznice
|  | Zajednički poslužitelj ima još gradiva o temi Tendrivska prevlaka |

- Tendriv Spit u Enciklopediji Ukrajine
- Fotografije Tendrivkse prevlake u svibnju 2016